# 克雷格 (蒙大拿州)
克雷格（英語：Craig）是位於美國蒙大拿州劉易斯與克拉克縣的普查規定居民點。

## 歷史
克雷格的郵局於1888年設立，其後於1953年停運。

## 人口
根據2020年美國人口普查的數據，克雷格的面積為0.93平方千米，當中陸地面積為0.77平方千米，而水域面積為0.15平方千米。當地共有人口39人，而人口密度為每平方千米41.94人。